# 王頤 (宣德進士)
王頤（1400年—？），字養正，山東登州府棲霞縣人，軍籍。明朝政治人物。進士出身。

## 生平
山東鄉試第十七名。宣德八年（1433年）癸丑科會試第四十名，殿試登進士第三甲第六十名。

## 家族
曾祖父王忠。祖父王伯勝。父亲王英。母慕氏。具慶下。娶高氏。